# Chimik Uwarowo
Chimik Uwarowo (ros. «Химик» Уварово) – rosyjski klub piłkarski z Uwarowa założony w 1992 roku, rozwiązany w 1995. W swoim ostatnim sezonie zajął 16 – czyli przedostatnie – miejsce w 5 Strefie Rosyjskiej Trzeciej Ligi.